# Jason Lowe (voetballer)
Jason John Lowe (Wigan, 2 september 1991) is een Engels voetballer die bij voorkeur als defensieve middenvelder speelt. Hij stroomde in 2010 door vanuit de jeugd van Blackburn Rovers.

## Clubcarrière
Op twaalfjarige leeftijd sloot Lowe zich aan bij Blackburn Rovers. Op 4 september 2009, twee dagen na zijn achttiende verjaardag, tekende hij er zijn eerste profcontract. Op 8 januari 2011 maakte hij zijn profdebuut voor Blackburn Rovers in de FA Cup tegen Queens Park Rangers. Op 15 januari 2011 debuteerde hij in de Premier League tegen Chelsea. Hij viel reeds na 24 minuten in voor de geblesseerd uitgevallen David Dunn. In januari 2011 werd hij bijna uitgeleend aan het Schotse Aberdeen, maar de transfer ging niet door nadat meerdere Blackburn spelers met blessures te kampen kregen. Op 24 maart 2011 werd hij voor enkele maanden uitgeleend aan Oldham Athletic. Hij debuteerde vier dagen later tegen Tranmere Rovers. Hij scoorde zijn eerste doelpunt voor de club op 3 april 2011 tegen Notts County. Op 25 april 2011 scoorde hij opnieuw tegen Walsall. In totaal scoorde hij twee doelpunten uit zevenwedstrijden voor Oldham Athletic. Op 24 augustus 2011 speelde hij zijn tweede wedstrijd voor Blackburn Rovers in de League Cup tegen Sheffield Wednesday. Op 17 september 2011 startte hij voor het eerst in de basiself tegen Arsenal. Op 27 oktober 2011 zette hij zijn handtekening onder een nieuw vijfjarig contract bij The Rovers.

## Interlandcarrière
Lowe kwam vijfmaal uit voor Engeland -20. Hij debuteerde op 10 oktober 2011 voor Engeland -21, tegen Noorwegen -21.